# Nancy Drew: The Captive Curse
The Captive Curse es la 24.ª entrega de la serie de juegos de aventuras point-and-click Nancy Drew de Her Interactive. El juego está disponible para jugar en las plataformas Microsoft Windows y Mac OS X. Tiene una clasificación ESRB de E10+ por momentos de violencia leve y peligro. Los jugadores asumen la perspectiva en primera persona de la detective amateur ficticia Nancy Drew y deben resolver el misterio interrogando a los sospechosos, resolviendo acertijos y descubriendo pistas. Hay dos niveles de juego, el modo detective junior y el modo detective senior, cada uno ofrece un nivel de dificultad diferente de acertijos y pistas; sin embargo, ninguno de estos cambios afecta la trama del juego. El juego está basado vagamente en el libro Captive Witness (1981).

## Trama
Durante siglos, un monstruo legendario ha aterrorizado a los residentes de un castillo bávaro llamado Castillo Finster en Alemania. Según la leyenda, el monstruo desaparecerá durante años hasta que, sin previo aviso, reaparecerá para reclamar su próxima víctima. Hasta el momento, todas las víctimas que se han cobrado han sido mujeres jóvenes, que al parecer llevaban un peculiar collar de joyas en el momento de su desaparición. En la actualidad, la joven detective estadounidense Nancy Drew ha sido convocada por el dueño del castillo para descubrir la verdad detrás de los recientes avistamientos de monstruos, antes de que el monstruo pueda atacar nuevamente. A medida que Nancy profundiza en el caso, comienza a temer que alguien en el castillo planea que ella sea la próxima víctima del monstruo.

## Desarrollo

### Personajes
- Nancy Drew (Lani Minella) - Nancy es una detective aficionada de 18 años de la ciudad ficticia de River Heights en Estados Unidos. Ella es el único personaje jugable en el juego, lo que significa que el jugador debe resolver el misterio desde su perspectiva.
- Karl Weschler (Gerald B. Browning) - Karl es el «Bürgermeister» o alcalde de la comunidad del castillo. Se mantiene encerrado en su oficina. Tiene sueños de convertirse en un famoso diseñador de juegos de mesa, pero se ve obstaculizado por la creencia de que está maldito debido a un encuentro con su doppelgänger a una edad temprana. Karl irrita a mucha gente, pero quien más se opone a él es Anja Mittelmeier. Le desagrada enormemente que el castillo se utilice con fines turísticos y desea mantener a los turistas alejados.
- Lukas Mittelmeier (Marianna de Fazio) - Lukas es el residente más joven de Castle Finster. Su padre, Franz Mittelmeier, es el jefe de seguridad del castillo, y su tía es Anja. Quizás porque se siente solo, a Lukas le gusta gastar bromas a los demás residentes del castillo, especialmente a Karl.
- Anja Mittelmeier (Sara Mountjoy-Pepka) - Anja es la castellana del castillo Finster, lo que significa que está a cargo de los servicios para los huéspedes. Ella es muy abierta sobre los avistamientos de monstruos, su relación pasada con Markus, el dueño del castillo, y sus sentimientos negativos hacia Karl. Lukas es su sobrino.
- Renate Stoller (Julia Sachon) - Renate es una narradora viajera, profundamente familiarizada con la leyenda del monstruo. A ella no le agrada demasiado la presencia de Nancy y le advierte siniestramente que se mantenga alejada del monstruo. Su lugar favorito para sentarse es la mecedora junto a la chimenea del comedor.

El trabajo de voz adicional fue realizado por Daniel Christenson, Jennifer Pratt, Chiara Motley, Keri Healey, Scott Kirk, Nicole Fierstein, Adrienne MacIain, Kira Lauren y Mark Waldstein.

## Lanzamiento
El juego fue lanzado oficialmente el 28 de junio de 2011. Será el primer juego de la serie que contará con una instalación, jugabilidad y gráficos mejorados mediante el uso de un DVD para la instalación de copias físicas del juego. El 17 de mayo de 2011, se anunció que los pedidos anticipados comenzarían el 1 de junio, y cada copia del juego reservada incluiría contenido adicional. Los pedidos anticipados concluyeron el 15 de junio de 2011.

## Recepción
Jinny Gudmundsen de USA Today lo calificó con 3 estrellas y media de 4 diciendo que «The Captive Curse no es el mejor misterio de Nancy Drew de Her Interactive, pero está bien construido y hará que los niños piensen mientras se entretienen». Darcie King de Gamezebo lo calificó con 4 de 5 estrellas y escribió que el juego tenía excelentes gráficos y actuación de voz, pero algunos jugadores pueden sentirse frustrados por el hecho de que no se puede omitir el diálogo. Merlina McGovern de Adventure Gamers lo calificó con 3 de 5 estrellas y escribió que «Si bien los fanáticos de los Hermanos Grimm pueden al principio sentirse intrigados por la premisa de este cuento de hadas de Nancy Drew, The Captive Curse es demasiado limitado como para hacerle verdadera justicia a los libros de folclore».